# Michael Cruz
Manuel Jaime "Michael" Cruz (La Habana, Cuba; 21 de enero de 1953-Los Ángeles, California, Estados Unidos; 20 de mayo de 1994) fue un actor y cantante cubano radicado en Los Ángeles, California, Estados Unidos.

## Biografía
Michael Cruz de padres cubanos, es famoso por doblar al cangrejo  Sebastián en "La Sirenita" y al perro Dodger en "Oliver y su pandilla".
En 1981 grabó un disco en inglés titulado "The Heart Never Forgets", y en 1984 grabó otro disco titulado "Moments of Love".
Michael falleció el 20 de mayo de 1994 a sus 41 años de edad por complicaciones del VIH-SIDA.

## Discografía
The Heart Never Forgets (1981):
- Long Time, No Love
- This Time
- When We Make Love
- The Heart Never Forgets
- You Got Me Lovin' Overtime
- Late Late Show
- A Heart Is Broken Every Minute
- Only Game In Town (Previously Unreleased)
- Joy (Previously Unreleased)
- No Pity (Previously Unreleased)
- Never Again (Previously Unreleased)
- Late Late Show ("Enciéndeme") (Previously Unreleased)

Moments of Love (1984):
En este disco formó pareja artística con la cantante Isela Sotelo. Juntos, como dúo, se hacían llamar "After All".
- Moments Of Love
- Medley (1)
- Medley (2)
- Medley (3)
- I'll Be There
- Medley (4)

## Filmografía

### Doblajes
- (1988): Oliver y su pandilla - Dodger
- (1989): La Sirenita - Sebastián
- (1994): La princesa encantada - Capitán de la guardia del Rey William